# اچ‌ام‌اس گرامپوس (۱۸۰۲)
اچ‌ام‌اس گرامپوس (۱۸۰۲) (به انگلیسی: HMS Grampus (1802)) یک کشتی بود که طول آن ۱۵۱ فوت (۴۶ متر) بود. این کشتی در سال ۱۸۰۲ ساخته شد.